# Joaquín Garrigues Walker
Joaquín Garrigues Walker, né le 4 mars 1933 à Madrid et mort le 28 juillet 1980 à Madrid, est un homme politique espagnol membre de l'Union du centre démocratique (UCD).

## Biographie

### Formation et activité professionnelle
Il étudie le droit à l'université centrale de Madrid, après quoi il devient avocat. Il se lance ensuite dans une carrière d'entrepreneur. Il est notamment président de la Ligue financière, qui se spécialise dans la construction d'autoroutes.
En 1976, il fonde le groupe Libra, qui édite les Cahiers Libra, qui développent une pensée clairement libérale.

### Débuts en politique
Faisant suite à la création de Libra, il donne naissance au Parti démocrate (PD), qui s'associe avec d'autres partis libéraux dans la Fédération des partis démocrates et libéraux (FDPL). Il en devient président le 15 juin 1976. Pour les élections constituantes du 15 juin 1977, il est investi en cinquième position à Madrid sur la liste de la coalition centriste de l'Union du centre démocratique.

### Ministre de Suárez
Élu au Congrès des députés, il est nommé le 5 juillet suivant ministre des Travaux publics et de l'Urbanisme. Le 5 janvier 1978, il organise la dissolution de la FPDL dans l'UCD.
Lors des élections législatives du 1er mars 1979, il est choisi pour mener la liste UCD dans la province de Murcie. Il y remporte quatre sièges, puis se voit nommé le 6 avril ministre adjoint au président du gouvernement.

### Mort à 47 ans
Il est relevé de ses fonctions ministérielles le 3 mai 1980. Environ deux mois et demi plus tard, le 28 juillet, il meurt à 47 ans d'un arrêt cardiaque alors qu'il luttait depuis plus d'un an contre une leucémie.

### Vie privée
Il était marié à Mercedes de Areilza, fille de l'ancien ministre José María de Areilza, avec qui il a eu cinq enfants. Son frère, Antonio Garrigues Walker, est également un homme politique de conviction libérale.